# Шунков, Александр Викторович
Александр Викторович Шунков (род. 16 ноября 1971, Ленинск-Кузнецкий, Кемеровская область, РСФСР, СССР) — российский учёный-филолог, ректор Кемеровского государственного института культуры (с 17 марта 2016). Доктор филологических наук (2015).
Основные научные достижения Александра Шункова связаны с изучением проблемы преемственности и взаимодействия традиций в русской литературе и культуре Средневековья и Нового времени. Является главным редактором журналов ВАК «Вестник Кемеровского государственного университета культуры и искусств», входит в состав редакционного света международного научного журнала «Scientific Bulletin of Chełm — Section of Pedagogy» (Польша). Член Международной ассоциации преподавателей русского языка и литературы и Российского общества преподавателей русского языка и литературы.

## Биография
Родился 16 ноября 1971 года в городе Ленинск-Кузнецкий Кемеровской области.
По окончании в 1994 году факультета филологии и журналистики Кемеровского государственного университета, начинает трудовую деятельность на кафедре русской литературы и фольклора КемГУ. В 1997 году Александр Шунков поступает в аспирантуру Института филологии СО РАН, которую заканчивает в 2000 году с защитой кандидатской диссертации по специальности «Русская литература» «Литературное творчество царя Алексея Михайловича: эпистолярное наследие, «Урядник сокольничья пути» под научным руководством члена-корреспондента РАН Елены Ромодановской. Позднее, в 2007 году по итогам проведенного исследования была издана книга «Урядник сокольничья пути» как памятник русской художественной культуры середины XVII века», отмеченная дипломом Всероссийского конкурса на лучшую научную книгу 2007 года, проводившегося Фондом развития отечественного образования в Сочи.
В 2000 году Александр Шунков начинает работать в Кемеровском государственной академии культуры и искусств на кафедре литературы в должности старшего преподавателя. В 2005 году ВАК России присваивает Шункову ученое звание доцент, и в этом же году он становится заведующим кафедрой литературы и русского языка Кемеровского государственного университета культуры и искусств. В 2006 году стал обладает гранта Президента РФ. В 2010 году Александр Шунков назначен на должность проректора по научной и инновационной деятельности Кемеровского государственного университета культуры и искусств.
В 2013 году Александр Шунков поступил в докторантуру Национального исследовательского Томского государственного университета (ТГУ) и в 2015 году защитил докторскую диссертацию «Переходный текст» русской литературы второй половины XVII — начала XVIII века: проблемы поэтики» под научным руководством профессора Ольги Лебедевой.
В декабре 2012 и ноябре 2015 года был приглашен в Институт славянской филологии Щецинского университета (Польша) для прочтения цикла лекций «Польская литература в Сибири», «Россия и Польша на перекрестке культур и литератур. XVII век».
18 марта 2016 года после того, как Екатерина Кудрина покинула свой пост, Александр Шунков был назначен исполняющим обязанности ректора Кемеровского государственного института культуры, 3 ноября 2016 года был избран ректором. 14 октября 2021 года был переизбран на должность ректора института.
Является автором научного издания «Жанр послания в русской литературе XVII века: на материале эпистолярного наследия царя Алексея Михайловича», получившего высокую оценку специалистов в Витебском государственном университете (Беларусь), Институте русистики Варшавского университета, Институте славянской филологии Щецинского университета (Польша). Научные публикации по истории древнерусской литературы Александра Шнукова включены в научное издание РАН Института русской литературы (Пушкинский Дом) — «Библиография работ по древнерусской литературе, опубликованных в России в 1998—2002 гг.», а также в библиотеке Конгресса США, Чикагского университета.
В 2024 году являлся доверенным лицом кандидата в президенты России Владимира Путина.

## Санкции
6 марта 2022 года после вторжения России на Украину подписал письмо в поддержу российской агрессии. С 9 июня 2022 года находится под персональными санкциями Украины за поддержку войны. Также был внесён ФБК в список коррупционеров и разжигателей войны за поддержку нападения на Украину, 16 марта 2022 года форумом свободной России внесён в «Список Путина» и доклад «поджигателей войны» с предложением введения против него международных санкций.

## Награды
- Почетная грамота Министерства культуры Российской Федерации (2021) — за большой вклад в развитие культуры и многолетнюю плодотворную работу
- Благодарность Министра культуры Российской Федерации (2018) — за участие в конкурсе по разработке проекта программы развития Высшей школы музыкального и театрального искусства
- Знак «За заслуги перед городом Кемерово» (2021)
- Благодарность Президента Российской Федерации (29 октября 2024) — за активное участие в подготовке и проведении общественно значимых мероприятий[7]

## Труды
1. «Урядник сокольничья пути» (1656 г.) и западноевропейская книжная традиция: к вопросу об источниках памятника // Вестник Томского государственного университета. Серия «Материалы международных, всероссийских и региональных научных конференций, семинаров, симпозиумов, школ» № 22. Декабрь 2006 г. Доклады и статьи международных научных чтений «Д. С. Лихачев и русская культура». С. 11-15.
2. Сибирь в польской беллетристике XIX века (Шимон Токаржевский и его повести о сибирской каторге) // Научное обозрение: гуманитарные исследования. 2012. № 1. С.138-144.
3. Чин как жанровая форма в русской литературе XVII века. (Постановка проблемы) // Вестник Кемеровского государственного университета. № 4 — 2010, С. 172-17
4. «А честь и чин и образец всякой вещи учинен…» (К вопросу о литературной природе церемониальных текстов XVII века) // Вестник Казанского государственного университета культуры и искусств. — 2013. — № 1. — С. 139—144.
5. «Страшный суд» как сюжетообразующий мотив литературы и культуры Древней Руси // Сибирский филологический журнал, 2013, № 2. С. 77-85.
6. Семиотика времени в книжном документальном тексте второй половины XVII века (на примере «Дневальных записок приказа Тайных дел») // Вестн. Том. гос. ун-та. 2013. № 373. С. 51-55. (0,3 п.л.)
7. Литературная природа документальных текстов XVII века («Урядник сокольничья пути») // Сибирский филологический журнал. № 4, 2013, с. 22-29.
8. «Переходный текст» в русской литературе XVII века. Основные подходы научного исследования проблемы // Мир науки, культуры, образования. № 6 (43) 2013 — С. 404—408.
9. «Чин погребения мирских человек» (XVI в.) и его традиция в поэтическом творчестве Г. Р. Державина" // Вестн. Том. гос. ун-та. Филология. 2014. № 2 (28). C. 151—159.
10. «Переходный текст» XVII века: культурно-семиотический аспект // Вестник Новосибирского государственного университета. Серия: История, филология. 2014. Т. 13. № 2. С. 156—161.
11. Смерть «чинная» и «бесчинная» в эпистолярной традиции переходного времени (На примере посланий царя Алексея Михайловича) // Мир науки, культуры, образования № 1 (44) 2014. С. 215—218.
12. Литературные приемы в документальном тексте переходного периода (Григорий Котошихин «О России в царствование Алексея Михайловича») // Мир науки, культуры, образования № 3 (46) 2014. С. 244—248.
13. «Сказание об успении Богородицы» как литературный памятник переходного периода // Сибирский филологический журнал. 2014. № 2. С. 18-26.
14. Образ автора в посланиях царя Алексея Михайловича периода русско-польской войны (1654—1667 гг.) (К проблеме рассмотрения поэтики текста переходного времени) // Омский научный вестник. 2014. № 329. С. 108—112.

## Награды
Медаль «За веру и добро», медаль «За достойное воспитание детей», благодарственные письма Администрации Кемеровской области и Администрации г. Кемерово, почетные грамоты Департамента образования и науки Кемеровской области и Совета народных депутатов Кемеровской области.